# Radek Juška
Radek Juška (ur. 8 marca 1993) – czeski lekkoatleta, specjalizujący się w skoku w dal.
W 2012 bez powodzenia startował na mistrzostwach świata juniorów w Barcelonie. W 2015 został halowym wicemistrzem Starego Kontynentu oraz sięgnął po srebro młodzieżowych mistrzostw Europy. Jedenasty zawodnik mistrzostw świata w Pekinie (2015). W marcu 2016 był dziesiąty na światowym czempionacie w hali, a cztery miesiące później zajął 4. miejsce na mistrzostwach Europy w Amsterdamie. Dziesiąty zawodnik światowego czempionatu w Londynie (2017).
Złoty medalista mistrzostw Czech oraz reprezentant kraju w drużynowych mistrzostwach Europy.
Rekordy życiowe: stadion – 8,31 (27 sierpnia 2017, Tajpej) – rekord Czech; hala – 8,10 (6 marca 2015, Praga).

## Osiągnięcia
| Rok  | Impreza                                 | Miejsce        | Pozycja           | Wynik |
| ---- | --------------------------------------- | -------------- | ----------------- | ----- |
| 2012 | Mistrzostwa świata juniorów             | Barcelona      | el. – 24. miejsce | 7,11  |
| 2014 | Superliga drużynowych mistrzostw Europy | Brunszwik      | 8. miejsce        | 7,76  |
| 2015 | Halowe mistrzostwa Europy               | Praga          | 2. miejsce        | 8,10  |
| 2015 | I liga drużynowych mistrzostw Europy    | Heraklion      | 2. miejsce        | 7,73  |
| 2015 | Młodzieżowe mistrzostwa Europy          | Tallinn        | 2. miejsce        | 8,00  |
| 2015 | Mistrzostwa świata                      | Pekin          | 11. miejsce       | 7,57  |
| 2016 | Halowe mistrzostwa świata               | Portland       | 10. miejsce       | 7,88  |
| 2016 | Mistrzostwa Europy                      | Amsterdam      | 4. miejsce        | 7,93  |
| 2016 | Igrzyska olimpijskie                    | Rio de Janeiro | el. – 13. miejsce | 7,84  |
| 2017 | Superliga drużynowych mistrzostw Europy | Lille          | 3. miejsce        | 7,86  |
| 2017 | Mistrzostwa świata                      | Londyn         | 10. miejsce       | 8,02  |
| 2017 | Uniwersjada                             | Tajpej         | 1. miejsce        | 8,02  |
| 2018 | Halowe mistrzostwa świata               | Birmingham     | 7. miejsce        | 7,99  |
| 2018 | Mistrzostwa Europy                      | Berlin         | 12. miejsce       | 7,73  |
| 2019 | Halowe mistrzostwa Europy               | Glasgow        | 7. miejsce        | 7,79  |
| 2021 | I liga drużynowych mistrzostw Europy    | Kluż-Napoka    | 2. miejsce        | 7,95  |
| 2022 | Mistrzostwa świata                      | Eugene         | el. – 14. miejsce | 7,87  |
| 2022 | Mistrzostwa Europy                      | Monachium      | 9. miejsce        | 7,66  |
| 2023 | Halowe mistrzostwa Europy               | Stambuł        | 5. miejsce        | 7,94  |
| 2023 | I dywizja drużynowych mistrzostw Europy | Chorzów        | 10. miejsce       | 7,59  |
| 2023 | Mistrzostwa świata                      | Budapeszt      | 7. miejsce        | 7,98  |
| 2024 | Halowe mistrzostwa świata               | Glasgow        | 14. miejsce       | 7,68  |
| 2024 | Mistrzostwa Europy                      | Rzym           | el. – 23. miejsce | 7,72  |
| 2024 | Igrzyska olimpijskie                    | Paryż          | 10. miejsce       | 7,83  |
| 2025 | Halowe mistrzostwa Europy               | Apeldoorn      | 6. miejsce        | 7,97  |